# Hennig Wichmann
Hennig Wichmann (fallecido en 1402) fue uno de los líderes de los Likedeelers alemanes, una asociación de ex Hermanos de las Vituallas que se había vuelto pirata.
Junto con Klaus Störtebeker y Magister Wigbold, causó estragos en el Mar del Norte y el Mar Báltico a fines del siglo XIV. Poseían barcos rápidos que podían capturar barcos hanseáticos con facilidad. Su objetivo era el saqueo y los prisioneros supervivientes solían ser arrojados por la borda.
En 1402, Wichmann fue capturado y ejecutado por decapitación en Grasbrook en Hamburgo junto con 73 de sus hombres, menos de un año después de la captura y ejecución de Klaus Störtebeker.